# カクラパー原子力発電所
カクラパー原子力発電所（英語: Kakrapar Atomic Power Station、KAPS）はインドのグジャラート州スーラトの近郊に存在する原子力発電所。
発電所には2基のCANDU炉を原型とした220MW級の加圧水型重水炉（PHWR）が配置されている。1号機は1992年9月3日に臨界を達成し、1993年5月6日に商業運転を開始した。2号機は1995年1月8日に臨界を達成し、1995年9月1日に商業運転を開始した。 2003年1月、CANDU所有者団（CANDU Owners Group、COG）はKAPSが最高効率の加圧水型重水炉であると宣言した。当初見積もられた建設費用は38億2520万ルピーであったが、最終的には135億5000万ルピーが費やされた。
3、4号機の建設は2010年11月に開始された。3号機は2020年7月22日に臨界を達成した。

## 事故
- 1998年、1号機が冷却材漏れによって66日間停止した。
- 2004年3月10日、制御棒の補充品が修復不可能なほどに破損した。これによって、システムに害が発生し、原子炉が停止した。
- 2006年8月22日、発電所周辺の村の住民が進入したと報告された。警察によって捜査されたが何も発見されなかった。

## 原子炉
| 原子炉              | 形式 | 総発電量 | 建設開始       | 運転開始     | 注釈  |
| ------------------- | ---- | -------- | -------------- | ------------ | ----- |
| 第1期               |      |          |                |              |       |
| 1号機（Kakrapar 1） | PHWR | 220      | 1984年12月1日  | 1993年5月6日 | [ 4 ] |
| 2号機（Kakrapar 2） | PHWR | 220      | 1985年4月1日   | 1995年9月1日 | [ 5 ] |
| 第2期               |      |          |                |              |       |
| 3号機（Kakrapar 3） | PHWR | 700      | 2010年11月22日 |              | [ 2 ] |
| 4号機（Kakrapar 4） | PHWR | 700      | 2010年11月22日 |              | [ 2 ] |

## 註
1. ↑  Kurian, Vinson (2003年3月26日). “Indian N-reactors set new global benchmark”. The Hindu Business Line 2013年10月22日閲覧。
2. 1 2 3   “First concrete for Kakrapar 3 and 4”. World Nuclear News (World Nuclear Association (WNA)). (2010年11月22日) 2010年11月22日閲覧。
3. ↑  “インドの70万kW級国産加圧重水炉、カクラパー3号機が初臨界達成”. 原子力産業新聞 (2020年7月27日). 2021年7月22日閲覧。
4. ↑   “Nuclear Power Reactor Details - KAKRAPAR-1”. Power Reactor Information System.  International Atomic Energy Agency (IAEA) (2020年8月22日). 2020年8月23日閲覧。
5. ↑   “Nuclear Power Reactor Details - KAKRAPAR-2”. PRIS.   (IAEA) (2020年8月22日). 2020年8月23日閲覧。